# Chérigné
Chérigné é uma comuna francesa na região administrativa da Nova Aquitânia, no departamento de Deux-Sèvres. Estende-se por uma área de 7,88 km². Em 2010 a comuna tinha 143 habitantes (densidade: 18,1 hab./km²).